# Oxyprosopus nimbae
Oxyprosopus nimbae là một loài bọ cánh cứng trong họ Cerambycidae.